# Auburn, Indiana
Auburn är en stad (city) i DeKalb County, i delstaten Indiana, USA. Enligt United States Census Bureau har staden en folkmängd på 12 802 invånare (2011) och en landarea på 18,4 km². Auburn är huvudort i DeKalb County.